# MultiRS
MultiRS é uma emissora de televisão universitária brasileira sediada em Canoas, no estado do Rio Grande do Sul, que opera no canal virtual 48.1, outorgado na capital Porto Alegre, e retransmite a programação da TV Cultura. Mantida pela Universidade Luterana do Brasil (Ulbra), foi inaugurada em 2004 com o nome Ulbra TV transmitindo programação destinada ao público jovem em parceria com a STV, tendo logo adotado uma grade generalista e educativa. Seus estúdios estão no prédio do parque tecnológico Ulbratech, no campus da universidade em Canoas, e sua antena transmissora está no alto do Morro da Polícia, em Porto Alegre.

## História
A Universidade Luterana do Brasil recebeu em janeiro de 2002 a concessão do canal 48 UHF de Porto Alegre, anteriormente retransmissor da Rede Manchete, para operar a futura Ulbra TV, tendo sido a primeira universidade do país a conseguir uma outorga de televisão em sinal aberto. Com um raio de cobertura de cem quilômetros que alcançava a Serra Gaúcha e o Litoral Norte do estado, a emissora entrou no ar em 26 de novembro de 2004 transmitindo programação experimental voltada ao público jovem, da qual uma parte era destinada a 26 produções locais e outra era preenchida por conteúdos da STV, canal fechado de São Paulo gerida pelo SESC e pelo SENAC. A inauguração oficial da Ulbra TV ocorreu em 16 de agosto de 2005 no Museu de Ciência e Tecnologia do campus da Ulbra em Canoas com a presença de seus reitores e diretores. A emissora ficava sediada no prédio da Ulbra Saúde, no centro de Porto Alegre.
Em outubro a Ulbra TV fechou parceria com a TVE RS para o compartilhamento de programas e reportagens, estúdio, recursos de gravação e torres de retransmissão. A emissora lançou em 2006 uma nova programação, que incluía sessões destinadas a antigos filmes e séries estrangeiros, o Pop Rock na TV, programa produzido em parceria com a coirmã de universidade Pop Rock FM que apresentava seus bastidores, videoclipes e eventos, e a série juvenil POA RS; em 2007 a produção foi renomeada como Vidanormal e transferida para a TVCOM. Ainda em 2006 as cidades gaúchas de Jaguarão, Santa Maria e Torres foram as primeiras a receber a retransmissão da estação, que também carregava seu sinal no satélite PAS-1R, com abrangência na América Latina. Em dois anos a estação também instalou canais em municípios dos estados de Santa Catarina e Paraná.
Em 2007 a Ulbra TV foi transferida, com a Pop Rock FM, para um prédio com dois pisos ao lado da Ulbra Saúde e estreou uma nova grade, com atrações generalistas voltadas a diferentes públicos e séries animadas, além de transmitir partidas da equipe de futebol do Sport Club Ulbra pela Série C do Campeonato Brasileiro. Em 2010 a emissora fechou parceria com a Rede Bandeirantes para exibir suas produções jornalísticas e dramatúrgicas e receber notícias nacionais geradas pela agência da BandNews TV. No ano seguinte, com o governo federal assumindo a propriedade da sede da Ulbra Saúde em Porto Alegre, foi deslocada para o campus da universidade em Canoas. Seus estúdios encontram-se no prédio 16, ocupado desde 2012 pelo parque tecnológico Ulbratech e que anteriormente abrigava o Museu de Tecnologia da Ulbra.

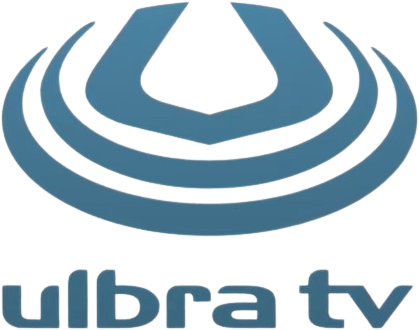
Logotipo da Ulbra TV

Em 2013, para marcar um reposicionamento como estação educativa, a Ulbra TV avaliou uma troca de conteúdos com a TV Cultura de São Paulo. As negociações ocorreram durante o segundo semestre do ano até o contrato ser assinado em dezembro, e a retransmissão da rede paulistana foi iniciada em 10 de janeiro de 2014. A afiliação foi celebrada em agosto numa solenidade na Assembleia Legislativa do Rio Grande do Sul. Em 2017 a emissora lançou o canal 50 UHF em sinal digital, pelo qual transmite no virtual 48.1. O processo de digitalização seguiu com o desligamento do sinal analógico em março de 2018 e foi finalizado em 2020, quando toda a programação passou a ser gerada em alta definição.
Em 6 de janeiro de 2025 a Ulbra TV teve seu nome alterado para MultiRS. A movimentação já havia sido realizada em seus perfis na Internet no Natal. Segundo seu CEO Orestes de Andrade Jr., a nova identificação representa a evolução dos meios de comunicação através dos canais digitais. Para marcar a mudança foi montado um estúdio no complexo comercial Ramblas, em Xangri-lá, para a geração de alguns programas e entradas de repórteres até o Carnaval. Em 10 de março a estação passou a concentrar toda a sua programação local diária entre 16h e 21h, faixa que, segundo Andrade Jr., detém os maiores índices de audiência da televisão aberta.